# Leonel Sánchez
Leonel Guillermo Sánchez Lineros (Santiago, 25 de abril de 1936-ibídem, 2 de abril de 2022), conocido como "El Gran Leonel", fue un futbolista chileno. Está considerado uno de los mejores futbolistas chilenos y más importantes de la historia, y el mejor puntero izquierdo de todos los tiempos de su país.
Además es reconocido como uno de los Mejores Futbolistas Sudamericano del Siglo XX y uno de los grandes delanteros en la historia de las Copas del Mundo. Fue goleador de la Copa Mundial de Fútbol de 1962 donde Chile consiguió un histórico tercer puesto en la mayor cita planetaria de selecciones, formó parte del equipo ideal y fue galardonado con la Bota de Oro y el Balón de Bronce de la FIFA. Además fue incluido dentro de los 100 mejores jugadores de la historia de la Copa Mundial de Fútbol por FIFA. A nivel continental formó parte del equipo ideal de la Copa América 1956, donde junto a la selección chilena obtuvo un subcampeonato. Además Conmebol lo incluyó entre los mejores especialistas de tiros libres de la historia en el fútbol de Sudamérica.
Considerado uno de los mejores jugadores chilenos de la historia —especialmente en el puesto de delantero, el cual ocupó durante toda su carrera— y uno de los máximos ídolos del club Universidad de Chile, donde fue uno de los referentes de la época del Ballet Azul (1959-1969), es recordado por haber sido el líder de la selección chilena que ocupó el tercer lugar en la Copa Mundial de Fútbol de 1962, torneo en el que además fue uno de los goleadores. Cabe destacar que en la Roja, Leonel Sánchez es el séptimo goleador histórico con un total de 24 goles y 13 asistencias.
Sus actuaciones tanto en Universidad de Chile como en la selección de su país lo hicieron posicionarse y ser escogido por la IFFHS como el 40.º Mejor Jugador Sudamericano del Siglo XX, superando a varios referentes internacionales como su compatriota Iván Zamorano, los brasileños Carlos Alberto Torres, Domingos Antônio da Guia y Ademir Marques de Menezes, el uruguayo José Pedro Cea, el argentino Raimundo Orsi, entre otros.
Luego de su retiro como futbolista en 1973, tuvo breves pasos como entrenador de Universidad de Chile entre 1985 y 1987, además de 1990. También fue ayudante técnico en la campaña de 1989 en Segunda División.
Falleció en la capital chilena a los 85 años de edad.

## Trayectoria

### Universidad de Chile

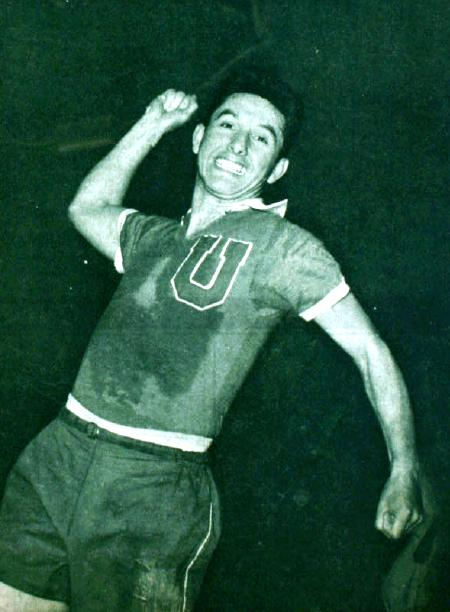
Leonel Sánchez en la final por el campeonato nacional de 1959 frente a Colo-Colo.

Hizo su educación básica en la Escuela República Argentina (Santiago), y la educación media en el emblemático Liceo Manuel Barros Borgoño. Se formó en las divisiones inferiores del club Universidad de Chile, a las que llegó con once años. Ya durante su estancia en el conjunto juvenil de la «U» todos comenzaron a hablar de un zurdo que con 16 años jugaba como un veterano y que apuntaba muy alto. No destacaba por su físico pero sí por sus condiciones y por su magnífico disparo con la pierna zurda.
Comenzó a jugar como entreala izquierdo y destacaba tanto en la creación de juego como en la finalización, aunque no tenía las cualidades de un armador del juego. Hizo su debut con la camiseta de Universidad de Chile el 13 de septiembre de 1953 frente a Everton de Viña del Mar en el Estadio Santa Laura. El primero en darle la oportunidad fue Luis Álamos quien lo ubicó de puntero zurdo, una posición en la que rindió a gran nivel. Desde esa posición con su carácter, su instinto y su calidad marcó una época en el fútbol chileno y en Universidad de Chile.
Durante su permanencia de 17 temporadas en Universidad de Chile, vivió una época dorada. Con el llamado «Ballet Azul» conquistó seis campeonatos chilenos —aquellos de 1959, 1962, 1964, 1965, 1967 y 1969—. Después del mundial de 1962 recibió ofertas desde Europa, primero fue el poderoso Real Madrid de España, luego de la gira de Universidad de Chile por tierras europeas vino interés del Benfica de Portugal, la Juventus y el A.C. Milan de Italia. Fue en este último club que aceptó su oferta, jugando el Torneo Ciudad de Milán y conformando junto a Bruno Mora, Dino Sani, el brasileño José Altafini y Gianni Rivera la delantera del cuadro rossonero. A pesar de que Leonel gustó mucho en los dirigentes del equipo, no llegaron a un acuerdo económico y retornó a Chile, así el domingo 8 de diciembre de 1963 apareció publicado en los periódicos nacionales "Leonel no irá al Milán".
Una de las cabecillas del camarín del equipo laico, tuvo rencillas con Braulio Musso y Carlos Campos, inclusive siendo encarado en una ocasión por Roberto Coll, lo que comenzó a mermar su posición en el club.

### Colo-Colo
Considerado uno los más grandes jugadores que han vestido la camiseta de Universidad de Chile y de la Selección Chilena, en 1969 se marcha de la "U" debido a que Carlos Pilassi, presidente del club en esa época, no logró renovar el contrato de Sánchez. Más adelante, teniendo el pase en su poder, ingresa a las filas de Colo-Colo, conjunto en el que conquistaba un nuevo título nacional en 1970.

### Palestino y Ferroviarios
Su siguiente destino fue el Club Deportivo Palestino, conjunto en el que jugó en 1971, luego pasó a Ferroviarios, donde jugó entre 1972 y 1973 compartiendo camarín con sus excompañeros del Ballet azul Sergio Navarro y Luis Eyzaguirre. Finalmente tras la campaña de 1973 el gran león colgó definitivamente las botas a la edad de 37 años.

### Despedida de Luis Musrri
El 22 de diciembre de 2004, a la edad de 68 años, jugó durante 9 minutos en la despedida de Luis Musrri formando parte del equipo de "jugadores históricos" de la "U", siendo reemplazado por Mauricio Pinilla.

## Selección nacional
Debutó con la selección de fútbol de Chile el 18 de septiembre de 1955, en el Estadio Maracaná, en un encuentro de la Copa Bernardo O'Higgins ante el Brasil de Didí y Garrincha que acabó con empate a uno. Con la selección chilena, disputó las eliminatorias para la Copa Mundial de Fútbol de 1958 y la Copa Mundial de Fútbol de 1966 y estuvo presente en dos fases finales de la Copa del Mundo: en Chile 1962 —donde con 4 goles fue uno de los máximos goleadores del torneo, compartiendo posición de privilegio con los brasileños Garrincha, Vavá, el húngaro Flórián Albert, el ruso Ivanov y el yugoslavo Jerkovic— y en Inglaterra 1966.
En el campeonato de 1962, dejó para el recuerdo un gol marcado al mítico guardameta soviético Lev Yashin, La Araña Negra. En un tiro libre cobrado apenas afuera del área grande, abierto sobre el lado izquierdo, Leonel disparó un potente zurdazo con la cara externa del pie que entró pegado al primer palo, sorprendiendo completamente al portero Yashin y al resto de la defensa soviética, que esperaron el centro. En su relato de ese gol, Julio Martínez lanzó su recordada frase «¡justicia divina!», con la que quiso remarcar que la falta previa había sido en realidad dentro del área.
En el mismo torneo, fue uno de los protagonistas principales de la denominada Batalla de Santiago donde Chile jugó contra Italia. Tal partido es recordado, principalmente por la prensa europea, por los golpes entre los jugadores más que por lo estrictamente futbolístico. A su vez, Leonel es recordado por su pelea con el defensa italiano Mario David. David comenzó derribando al delantero mientras este le cubría el balón, y como no soltó la pelota siguió pateándolo cuando ya estaba en el suelo. Ante esta situación, Leonel se levantó y lo tumbó con un certero puñetazo de izquierda al mentón.
Por otro lado, en Inglaterra 1966, fue el capitán del equipo; sin embargo, no logró reeditar el buen mundial anterior, pese a ello fue uno de los puntos altos de la selección en aquel mundial.
Leonel Sánchez disputó también el Panamericano de 1955 y las Copas de América de 1956, donde Chile resultó subcampeón del torneo, las de 1957, 1959 y 1967 siendo tercero en esta última, pese a no jugar debido a una lesión previa al certamen. A lo largo de su carrera, jugó 14 años con la camiseta roja de la selección, una camiseta roja con la que jugó su último partido el 27 de agosto de 1968, encuentro amistoso jugado en Ciudad de México de México, que acabó con la derrota chilena por 1:3, Leonel anotó el gol del descuento.

### Participaciones en Copas del Mundo
| Mundial                        | Sede       | Resultado    | PJ | Goles | Prom. |
| ------------------------------ | ---------- | ------------ | -- | ----- | ----- |
| Copa Mundial de Fútbol de 1962 | Chile      | Tercer lugar | 6  | 4     | 0.67  |
| Copa Mundial de Fútbol de 1966 | Inglaterra | Primera fase | 3  | 0     | 0.00  |

### Goles en copas del mundo
| # | Día                 | Lugar                                 | Oponente        | Marcador | Resultado | Competición  |
| - | ------------------- | ------------------------------------- | --------------- | -------- | --------- | ------------ |
| 1 | 30 de mayo de 1962  | Estadio Nacional, Santiago, Chile     | Suiza           | 1–1      | 3–1       | Mundial 1962 |
| 2 | 30 de mayo de 1962  | Estadio Nacional, Santiago, Chile     | Suiza           | 3–1      | 3–1       | Mundial 1962 |
| 3 | 10 de junio de 1962 | Estadio Carlos Dittborn, Arica, Chile | Unión Soviética | 1–0      | 2–1       | Mundial 1962 |
| 4 | 13 de junio de 1962 | Estadio Nacional, Santiago, Chile     | Brasil          | 3–2      | 4–2       | Mundial 1962 |

#### Participaciones en Clasificatorias a Copas del Mundo
| Eliminatorias                 | País       | Resultado   | Posición     | PJ | Goles | Prom. |
| ----------------------------- | ---------- | ----------- | ------------ | -- | ----- | ----- |
| Eliminatorias Suecia 1958     | Suecia     | Eliminado   | 3.er Grupo 2 | 2  | 0     | 0.00  |
| Eliminatorias Inglaterra 1966 | Inglaterra | Clasificado | 1.er Grupo 2 | 5  | 3     | 0.60  |

#### Participaciones en Copa América
| Copa              | Sede      | Resultado  | Partidos | Goles |
| ----------------- | --------- | ---------- | -------- | ----- |
| Copa América 1956 | Uruguay   | Subcampeón | 5        | 2     |
| Copa América 1957 | Perú      | Sexto      | 4        | 0     |
| Copa América 1959 | Argentina | Quinto     | 6        | 2     |
| Copa América 1967 | Uruguay   | Tercero    | 0        | 0     |

#### Goles internacionales
La siguiente tabla detalla los goles marcados por Leonel Sánchez en la selección chilena absoluta.
| \| N.º \| Fecha \| Ciudad \| Local \| Resultado \| Visitante \| Competición \| Goles \| \| --- \| ----------------------- \| ---------------- \| ------- \| --------- \| --------- \| ------------------------------ \| ----- \| \| 1 \| 24 de enero de 1956 \| Montevideo \| Chile \| 4:1 \| Brasil \| Campeonato Sudamericano 1956 \| \| \| 2 \| 9 de febrero de 1956 \| Montevideo \| Chile \| 4:3 \| Perú \| Campeonato Sudamericano 1956 \| \| \| 3 \| 11 de marzo de 1959 \| Buenos Aires \| Chile \| 1:2 \| Paraguay \| Campeonato Sudamericano 1959 \| \| \| 4 \| 26 de marzo de 1959 \| Buenos Aires \| Chile \| 5:2 \| Bolivia \| Campeonato Sudamericano 1959 \| \| \| 5 \| 18 de noviembre de 1959 \| Santiago \| Chile \| 4:2 \| Argentina \| Amistoso \| \| \| 6 \| 5 de junio de 1960 \| Montevideo \| Uruguay \| 2:2 \| Chile \| Amistoso \| \| \| 8 \| 19 de marzo de 1961 \| Santiago \| Chile \| 5:2 \| Perú \| Amistoso \| \| \| 10 \| 26 de marzo de 1961 \| Santiago \| Chile \| 3:1 \| Alemania \| Amistoso \| \| \| 12 \| 9 de diciembre de 1961 \| Santiago \| Chile \| 5:1 \| Hungría \| Amistoso \| \| \| 14 \| 30 de mayo de 1962 \| Santiago \| Chile \| 3:1 \| Suiza \| Copa Mundial de Fútbol de 1962 \| \| \| 16 \| 10 de junio de 1962 \| Arica \| Chile \| 2:1 \| URSS \| Copa Mundial de Fútbol de 1962 \| \| \| 17 \| 13 de junio de 1962 \| Santiago \| Chile \| 2:4 \| Brasil \| Copa Mundial de Fútbol de 1962 \| \| \| 18 \| 16 de mayo de 1965 \| Montevideo \| Uruguay \| 1:1 \| Chile \| Copa Juan Pinto Durán \| \| \| 19 \| 21 de julio de 1965 \| Santiago \| Chile \| 1:1 \| Argentina \| Copa Carlos Dittborn \| \| \| 20 \| 1 de agosto de 1965 \| Santiago \| Chile \| 7:2 \| Colombia \| Clasificatorias Conmebol 1966 \| \| \| 21 \| 22 de agosto de 1965 \| Santiago \| Chile \| 3:1 \| Ecuador \| Clasificatorias Conmebol 1966 \| \| \| 22 \| 12 de noviembre de 1965 \| Lima \| Chile \| 2:1 \| Ecuador \| Clasificatorias Conmebol 1966 \| \| \| 23 \| 13 de diciembre de 1967 \| Santiago \| Chile \| 4:5 \| Hungría \| Amistoso \| \| \| 24 \| 28 de agosto de 1968 \| Ciudad de México \| México \| 3:1 \| Chile \| Amistoso \| \| |                         |                  |         |           |           |                                |       |
| N.º | Fecha                   | Ciudad           | Local   | Resultado | Visitante | Competición                    | Goles |
| 1 | 24 de enero de 1956     | Montevideo       | Chile   | 4:1       | Brasil    | Campeonato Sudamericano 1956   |       |
| 2 | 9 de febrero de 1956    | Montevideo       | Chile   | 4:3       | Perú      | Campeonato Sudamericano 1956   |       |
| 3 | 11 de marzo de 1959     | Buenos Aires     | Chile   | 1:2       | Paraguay  | Campeonato Sudamericano 1959   |       |
| 4 | 26 de marzo de 1959     | Buenos Aires     | Chile   | 5:2       | Bolivia   | Campeonato Sudamericano 1959   |       |
| 5 | 18 de noviembre de 1959 | Santiago         | Chile   | 4:2       | Argentina | Amistoso                       |       |
| 6 | 5 de junio de 1960      | Montevideo       | Uruguay | 2:2       | Chile     | Amistoso                       |       |
| 8 | 19 de marzo de 1961     | Santiago         | Chile   | 5:2       | Perú      | Amistoso                       |       |
| 10 | 26 de marzo de 1961     | Santiago         | Chile   | 3:1       | Alemania  | Amistoso                       |       |
| 12 | 9 de diciembre de 1961  | Santiago         | Chile   | 5:1       | Hungría   | Amistoso                       |       |
| 14 | 30 de mayo de 1962      | Santiago         | Chile   | 3:1       | Suiza     | Copa Mundial de Fútbol de 1962 |       |
| 16 | 10 de junio de 1962     | Arica            | Chile   | 2:1       | URSS      | Copa Mundial de Fútbol de 1962 |       |
| 17 | 13 de junio de 1962     | Santiago         | Chile   | 2:4       | Brasil    | Copa Mundial de Fútbol de 1962 |       |
| 18 | 16 de mayo de 1965      | Montevideo       | Uruguay | 1:1       | Chile     | Copa Juan Pinto Durán          |       |
| 19 | 21 de julio de 1965     | Santiago         | Chile   | 1:1       | Argentina | Copa Carlos Dittborn           |       |
| 20 | 1 de agosto de 1965     | Santiago         | Chile   | 7:2       | Colombia  | Clasificatorias Conmebol 1966  |       |
| 21 | 22 de agosto de 1965    | Santiago         | Chile   | 3:1       | Ecuador   | Clasificatorias Conmebol 1966  |       |
| 22 | 12 de noviembre de 1965 | Lima             | Chile   | 2:1       | Ecuador   | Clasificatorias Conmebol 1966  |       |
| 23 | 13 de diciembre de 1967 | Santiago         | Chile   | 4:5       | Hungría   | Amistoso                       |       |
| 24 | 28 de agosto de 1968    | Ciudad de México | México  | 3:1       | Chile     | Amistoso                       |       |

## Clubes

### Como jugador
| Club                 | País  | Año       |
| -------------------- | ----- | --------- |
| Universidad de Chile | Chile | 1953-1969 |
| Colo-Colo            | Chile | 1970      |
| Palestino            | Chile | 1971      |
| Ferroviarios         | Chile | 1972-1973 |

### Como entrenador
| Club                 | País  | Año       |
| -------------------- | ----- | --------- |
| Universidad de Chile | Chile | 1985-1986 |
| Universidad de Chile | Chile | 1987      |
| Universidad de Chile | Chile | 1990      |

## Estadísticas

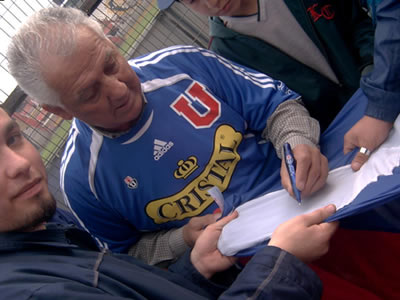
Leonel Sánchez fue un ídolo para los hinchas azules.

Estadística correspondiente a su desempeño en Universidad de Chile y Colo-Colo.
| Club | División      | Temporada     | Liga(1) | Liga(1) | Copas nacionales(2) | Copas nacionales(2) | Torneos internacionales(3) | Torneos internacionales(3) | Total | Total | Media goleadora(4) |
| Club | División      | Temporada     | Part.   | Goles   | Part.               | Goles               | Part.                      | Goles                      | Part. | Goles | Media goleadora(4) |
| --- | ------------- | ------------- | ------- | ------- | ------------------- | ------------------- | -------------------------- | -------------------------- | ----- | ----- | ------------------ |
| Universidad de Chile · Chile |               |               |         |         |                     |                     |                            |                            |       |       |                    |
| 1.ª | 1953          | 4             | 1       | -       | -                   | -                   | -                          | 4                          | 1     | 0,25  |                    |
| 1.ª | 1954          | 5             | 3       | -       | -                   | -                   | -                          | 5                          | 3     | 0,6   |                    |
| 1.ª | 1955          | 33            | 14      | -       | -                   | -                   | -                          | 33                         | 14    | 0,42  |                    |
| 1.ª | 1956          | 22            | 10      | -       | -                   | -                   | -                          | 22                         | 10    | 0,45  |                    |
| 1.ª | 1957          | 21            | 14      | -       | -                   | -                   | -                          | 21                         | 14    | 0,67  |                    |
| 1.ª | 1958          | 25            | 9       | 2       | 1                   | -                   | -                          | 27                         | 10    | 0,37  |                    |
| 1.ª | 1959          | 26            | 22      | 6       | 4                   | -                   | -                          | 32                         | 26    | 0,81  |                    |
| 1.ª | 1960          | 23            | 10      | 0       | 0                   | 2                   | 0                          | 25                         | 10    | 0,40  |                    |
| 1.ª | 1961          | 24            | 6       | 2       | 0                   | -                   | -                          | 26                         | 6     | 0,23  |                    |
| 1.ª | 1962          | 32            | 19      | 0       | 0                   | -                   | -                          | 32                         | 19    | 0,59  |                    |
| 1.ª | 1963          | 27            | 11      | -       | -                   | 3                   | 0                          | 30                         | 11    | 0,36  |                    |
| 1.ª | 1964          | 24            | 5       | -       | -                   | -                   | -                          | 24                         | 5     | 0,21  |                    |
| 1.ª | 1965          | 30            | 15      | -       | -                   | 4                   | 0                          | 34                         | 15    | 0,44  |                    |
| 1.ª | 1966          | 19            | 8       | -       | -                   | 5                   | 2                          | 24                         | 10    | 0,42  |                    |
| 1.ª | 1967          | 34            | 6       | -       | -                   | -                   | -                          | 34                         | 6     | 0,18  |                    |
| 1.ª | 1968          | 27            | 6       | -       | -                   | 1                   | 0                          | 28                         | 6     | 0,21  |                    |
| 1.ª | 1969          | 10            | 0       | 1       | 1                   | -                   | -                          | 11                         | 1     | 0,09  |                    |
| Total club | Total club    | 386           | 159     | 11      | 6                   | 15                  | 2                          | 412                        | 167   | 0,41  |                    |
| Colo-Colo · Chile |               |               |         |         |                     |                     |                            |                            |       |       |                    |
| 1.ª | 1970          | 29            | 2       | -       | -                   | -                   | -                          | 29                         | 2     | 0,07  |                    |
| Total club | Total club    | 30            | 1       | -       | -                   | -                   | -                          | 29                         | 2     | 0,07  |                    |
| Total carrera | Total carrera | Total carrera | 416     | 160     | 11                  | 6                   | 15                         | 2                          | 442   | 168   | 0,38               |
| (1) Incluye datos de las instancias definitorias contempladas en las bases de cada competición. (2) Incluye datos de la Copa Chile (1958-1962) y Copa Francisco Candelori. (3) Incluye datos de la Copa Libertadores de América (1960-1968). (4) No incluye goles en partidos amistosos. |               |               |         |         |                     |                     |                            |                            |       |       |                    |

### Resumen de goles
|                       | Partidos | Goles | Promedio |
| --------------------- | -------- | ----- | -------- |
| Primera División      | 416      | 160   | 0.38     |
| Copas nacionales      | 12       | 6     | 0.50     |
| Copas internacionales | 15       | 2     | 0.13     |
| Selección Chilena     | 85       | 24    | 0.28     |
| TOTAL                 | 528      | 192   | 0.36     |

### Hat-tricks
| 1 | 29 de junio de 1956     | Nacional, Santiago | Universidad de Chile - Unión Española   |  | 5 - 1 | Primera División de Chile 1956 |
| 2 | 4 de enero de 1958      | Nacional, Santiago | Universidad de Chile - Everton          |  | 3 - 3 | Primera División de Chile 1957 |
| 3 | 6 de septiembre de 1959 | Nacional, Santiago | Universidad de Chile - Audax Italiano   |  | 4 - 0 | Primera División de Chile 1959 |
| 4 | 25 de mayo de 1968      | Nacional, Santiago | Santiago Morning - Universidad de Chile |  | 2 - 7 | Primera División de Chile 1968 |

#### Resumen de goles en competición internacional
| \| N.º \| Fecha[17] \| Estadio \| Local \| Local \| Resultado \| Visitante \| Visitante \| Goles \| Competición[18][19] \| \| --- \| ---------- \| ------------------------------------------- \| -------------------- \| ----- \| --------- \| --------- \| -------------------- \| ----- \| ---------------------------------------- \| \| 1 \| 04-02-1961 \| Estadio Nacional, Santiago, Chile \| Universidad de Chile \| \| 2 - 3 \| \| Chacarita Juniors \| \| Amistoso \| \| 2 \| 14-01-1962 \| Estadio Jalisco, Guadalajara, México \| Guadalajara \| \| 1 - 1 \| \| Universidad de Chile \| \| III Pentagonal Internacional Guadalajara \| \| 3 \| 21-06-1962 \| Estadio Nacional, Santiago, Chile \| Universidad de Chile \| \| 2 - 1 \| \| Stade de Reims \| \| Amistoso \| \| 4 \| 06-02-1963 \| Estadio Nacional, Santiago, Chile \| Universidad de Chile \| \| 4 - 3 \| \| Santos FC \| \| Amistoso \| \| 5 \| 06-04-1963 \| Estadio Nacional, Santiago, Chile \| Universidad de Chile \| \| 6 - 1 \| \| Peñarol \| \| Torneo Internacional de Chile 1963 \| \| 6 \| 14-04-1963 \| Estadio Nacional, Santiago, Chile \| Universidad de Chile \| \| 2 - 2 \| \| Vasco da Gama \| \| Torneo Internacional de Chile 1963 \| \| 7 \| 23-04-1963 \| Estadio Maurice Dufrasne, Lieja, Bélgica \| Standard Lieja \| \| 2 - 3 \| \| Universidad de Chile \| \| Gira Europa 1963 \| \| 8 \| 06-05-1963 \| Estadio San Siro, Milán, Italia \| Inter de Milán \| \| 1 - 2 \| \| Universidad de Chile \| \| Gira Europa 1963 \| \| 9 \| 21-05-1963 \| Estadio Ernst Happel, Viena, Austria \| Admira Energie \| \| 3 - 2 \| \| Universidad de Chile \| \| Gira Europa 1963 \| \| 10 \| 15-01-1964 \| Estadio Nacional, Santiago, Chile \| Universidad de Chile \| \| 3 - 2 \| \| Flamengo \| \| Torneo Internacional de Chile 1964 \| \| 12 \| 22-01-1964 \| Estadio Nacional, Santiago, Chile \| Universidad de Chile \| \| 3 - 0 \| \| Colo-Colo \| \| Torneo Internacional de Chile 1964 \| \| 13 \| 07-10-1964 \| Estadio Nacional, Santiago, Chile \| Universidad de Chile \| \| 3 - 1 \| \| River Plate \| \| Amistoso \| \| 14 \| 22-12-1964 \| Estadio Nacional, Santiago, Chile \| Universidad de Chile \| \| 3 - 0 \| \| Huracán \| \| Amistoso \| \| 15 \| 16-01-1965 \| Estadio Nacional, Santiago, Chile \| Universidad de Chile \| \| 2 - 2 \| \| Universidad Católica \| \| Torneo Internacional de Chile 1965 \| \| 16 \| 19-01-1965 \| Estadio Nacional, Santiago, Chile \| Universidad de Chile \| \| 2 - 0 \| \| River Plate \| \| Torneo Internacional de Chile 1965 \| \| 17 \| 05-03-1966 \| Estadio Nacional, Santiago, Chile \| Universidad de Chile \| \| 1 - 2 \| \| Olimpia \| \| Copa Libertadores 1966 \| \| 18 \| 12-03-1966 \| Estadio Manuel Ferreira, Asunción, Paraguay \| Guaraní \| \| 1 - 1 \| \| Universidad de Chile \| \| Copa Libertadores 1966 \| \| 19 \| 14-12-1966 \| Estadio Nacional, Santiago, Chile \| Universidad de Chile \| \| 3 - 3 \| \| Independiente \| \| Amistoso \| \| 20 \| 26-12-1966 \| Estadio Nacional, Santiago, Chile \| Universidad de Chile \| \| 2 - 2 \| \| Racing \| \| Amistoso \| \| 21 \| 14-04-1968 \| Estadio Nacional, Santiago, Chile \| Universidad de Chile \| \| 1 - 2 \| \| Universitario \| \| Amistoso \| |            |                                             |                      |                     |           |                      |                      |       |                                          |
| N.º | Fecha      | Estadio                                     | Local                | Local               | Resultado | Visitante            | Visitante            | Goles | Competición                              |
| 1 | 04-02-1961 | Estadio Nacional, Santiago, Chile           | Universidad de Chile | Bandera de Chile    | 2 - 3     | Bandera de Argentina | Chacarita Juniors    |       | Amistoso                                 |
| 2 | 14-01-1962 | Estadio Jalisco, Guadalajara, México        | Guadalajara          | Bandera de México   | 1 - 1     | Bandera de Chile     | Universidad de Chile |       | III Pentagonal Internacional Guadalajara |
| 3 | 21-06-1962 | Estadio Nacional, Santiago, Chile           | Universidad de Chile | Bandera de Chile    | 2 - 1     | Bandera de Francia   | Stade de Reims       |       | Amistoso                                 |
| 4 | 06-02-1963 | Estadio Nacional, Santiago, Chile           | Universidad de Chile | Bandera de Chile    | 4 - 3     | Bandera de Brasil    | Santos FC            |       | Amistoso                                 |
| 5 | 06-04-1963 | Estadio Nacional, Santiago, Chile           | Universidad de Chile | Bandera de Chile    | 6 - 1     | Bandera de Uruguay   | Peñarol              |       | Torneo Internacional de Chile 1963       |
| 6 | 14-04-1963 | Estadio Nacional, Santiago, Chile           | Universidad de Chile | Bandera de Chile    | 2 - 2     | Bandera de Brasil    | Vasco da Gama        |       | Torneo Internacional de Chile 1963       |
| 7 | 23-04-1963 | Estadio Maurice Dufrasne, Lieja, Bélgica    | Standard Lieja       | Bandera de Bélgica  | 2 - 3     | Bandera de Chile     | Universidad de Chile |       | Gira Europa 1963                         |
| 8 | 06-05-1963 | Estadio San Siro, Milán, Italia             | Inter de Milán       | Bandera de Italia   | 1 - 2     | Bandera de Chile     | Universidad de Chile |       | Gira Europa 1963                         |
| 9 | 21-05-1963 | Estadio Ernst Happel, Viena, Austria        | Admira Energie       | Bandera de Austria  | 3 - 2     | Bandera de Chile     | Universidad de Chile |       | Gira Europa 1963                         |
| 10 | 15-01-1964 | Estadio Nacional, Santiago, Chile           | Universidad de Chile | Bandera de Chile    | 3 - 2     | Bandera de Brasil    | Flamengo             |       | Torneo Internacional de Chile 1964       |
| 12 | 22-01-1964 | Estadio Nacional, Santiago, Chile           | Universidad de Chile | Bandera de Chile    | 3 - 0     | Bandera de Chile     | Colo-Colo            |       | Torneo Internacional de Chile 1964       |
| 13 | 07-10-1964 | Estadio Nacional, Santiago, Chile           | Universidad de Chile | Bandera de Chile    | 3 - 1     | Bandera de Argentina | River Plate          |       | Amistoso                                 |
| 14 | 22-12-1964 | Estadio Nacional, Santiago, Chile           | Universidad de Chile | Bandera de Chile    | 3 - 0     | Bandera de Argentina | Huracán              |       | Amistoso                                 |
| 15 | 16-01-1965 | Estadio Nacional, Santiago, Chile           | Universidad de Chile | Bandera de Chile    | 2 - 2     | Bandera de Chile     | Universidad Católica |       | Torneo Internacional de Chile 1965       |
| 16 | 19-01-1965 | Estadio Nacional, Santiago, Chile           | Universidad de Chile | Bandera de Chile    | 2 - 0     | Bandera de Argentina | River Plate          |       | Torneo Internacional de Chile 1965       |
| 17 | 05-03-1966 | Estadio Nacional, Santiago, Chile           | Universidad de Chile | Bandera de Chile    | 1 - 2     | Bandera de Paraguay  | Olimpia              |       | Copa Libertadores 1966                   |
| 18 | 12-03-1966 | Estadio Manuel Ferreira, Asunción, Paraguay | Guaraní              | Bandera de Paraguay | 1 - 1     | Bandera de Chile     | Universidad de Chile |       | Copa Libertadores 1966                   |
| 19 | 14-12-1966 | Estadio Nacional, Santiago, Chile           | Universidad de Chile | Bandera de Chile    | 3 - 3     | Bandera de Argentina | Independiente        |       | Amistoso                                 |
| 20 | 26-12-1966 | Estadio Nacional, Santiago, Chile           | Universidad de Chile | Bandera de Chile    | 2 - 2     | Bandera de Argentina | Racing               |       | Amistoso                                 |
| 21 | 14-04-1968 | Estadio Nacional, Santiago, Chile           | Universidad de Chile | Bandera de Chile    | 1 - 2     | Bandera de Perú      | Universitario        |       | Amistoso                                 |

## Palmarés

### Títulos regionales
| Título               | Club                 | País  | Año  |
| -------------------- | -------------------- | ----- | ---- |
| Torneo Metropolitano | Universidad de Chile | Chile | 1968 |
| Torneo Metropolitano | Universidad de Chile | Chile | 1969 |

### Torneos nacionales oficiales
| Título                   | Club                 | País  | Año  |
| ------------------------ | -------------------- | ----- | ---- |
| Primera División         | Universidad de Chile | Chile | 1959 |
| Primera División         | Universidad de Chile | Chile | 1962 |
| Primera División         | Universidad de Chile | Chile | 1964 |
| Primera División         | Universidad de Chile | Chile | 1965 |
| Primera División         | Universidad de Chile | Chile | 1967 |
| Copa Francisco Candelori | Universidad de Chile | Chile | 1969 |
| Primera División         | Universidad de Chile | Chile | 1969 |
| Primera División         | Colo-Colo            | Chile | 1970 |

### Distinciones individuales
| Premio                                                                                                   | Motivo del premio                 |
| --- | --------------------------------- |
| Jugador Revelación del Fútbol Chileno                                                                    | Primera División de Chile 1955    |
| Mejor Puntero Izquierdo del Fútbol Chileno                                                               | Primera División de Chile 1955    |
| Mejor Puntero Izquierdo de Copa América por Conmebol                                                     | Copa América 1956                 |
| Nominado al Balón de Oro Global por FIFA                                                                 | 1956                              |
| Mejor Puntero Izquierdo del Fútbol Chileno                                                               | Primera División de Chile 1957    |
| Mejor Puntero Izquierdo del Fútbol Chileno                                                               | Primera División de Chile 1958    |
| Mejor Futbolista de Chile                                                                                | Primera División de Chile 1958    |
| 2.⁰ Goleador del Fútbol Chileno                                                                          | Primera División de Chile 1959    |
| Mejor Puntero Izquierdo del Fútbol Chileno                                                               | Primera División de Chile 1959    |
| Mejor Futbolista de Chile                                                                                | Primera División de Chile 1959    |
| Mejor Interior Izquierdo del Fútbol Chileno                                                              | Primera División de Chile 1960    |
| Mejor Puntero Izquierdo del Fútbol Chileno                                                               | Primera División de Chile 1961    |
| Nominado al Balón de Oro Global por FIFA                                                                 | 1961                              |
| Bota de Oro                                                                                              | Copa Mundial de Fútbol de 1962(1) |
| Balón de Bronce                                                                                          | Copa Mundial de Fútbol de 1962    |
| Equipo de Estrellas                                                                                      | Copa Mundial de Fútbol de 1962    |
| Mejor Puntero Izquierdo del Fútbol Chileno                                                               | Copa Mundial de Fútbol de 1962    |
| Mejor Futbolista de Chile                                                                                | Copa Mundial de Fútbol de 1962    |
| Nominado al Balón de Oro Global por FIFA                                                                 | 1962                              |
| Mejor Puntero Izquierdo del Fútbol Chileno                                                               | Primera División de Chile 1963    |
| Mejor Puntero Izquierdo del Fútbol Chileno                                                               | Primera División de Chile 1964    |
| Mejor Futbolista de Chile                                                                                | Primera División de Chile 1964    |
| Mejor Puntero Izquierdo del Fútbol Chileno                                                               | Primera División de Chile 1965    |
| Mejor Futbolista de Chile                                                                                | Primera División de Chile 1965    |
| Nominado al Balón de Oro Global por FIFA                                                                 | 1965                              |
| Mejor Puntero Izquierdo del Fútbol Chileno                                                               | Primera División de Chile 1966    |
| Mejor Puntero Izquierdo del Fútbol Chileno                                                               | Primera División de Chile 1967    |
| 3.⁰ Mejor Puntero Izquierdo del Fútbol Chileno                                                           | Primera División de Chile 1968    |
| Goleador de la Copa Francisco Candelori                                                                  | 1969                              |
| Incluido en el equipo ideal de todos los tiempos de Chile                                                | 1974                              |
| Top 1.⁰ Mejor jugador en la historia del fútbol chileno                                                  | 1976                              |
| N.⁰ 40 Anexo:Mejor jugador sudamericano del siglo XX                                                     | Ranking IFFHS de la FIFA          |
| Condecoración a la trayectoria por Conmebol                                                              | 2012                              |
| Homenaje por logro del 3.⁰ lugar en la Copa Mundial de Fútbol de 1962                                    | 2012                              |
| Medalla Diego Portales premio al "Héroe de 1962"                                                         | 2012                              |
| Incluido en el equipo ideal de todos los tiempos del fútbol chileno por El Mercurio                      | 2013                              |
| Homenaje a la trayectoria por ANFP                                                                       | 2013                              |
| Incluido en el equipo ideal de la historia de Universidad de Chile en votación de hinchas por La Tercera | 2013                              |
| Incluido en el equipo ideal histórico de Chile                                                           | 2013                              |
| Incluido en el equipo ideal del Ballet Azul por Universidad de Chile                                     | 2014                              |
| Incluido en el equipo ideal histórico de Chile por la Federación de Fútbol de Chile                      | 2015                              |
| Homenaje a la trayectoria deportiva por FIFA                                                             | 2016                              |
| Incluido dentro de las 50 mejores figuras históricas de Universidad de Chile por AS.com                  | 2016                              |
| Incluido dentro de los 10 jugadores que han marcado la historia de Universidad de Chile                  | 2016                              |
| En el equipo ideal de Chile de todos los tiempos por GolTV (Latinoamérica)                               | 2017                              |
| Incluido dentro de los mayores referentes históricos de Universidad de Chile                             | 2017                              |
| Homenaje por logro del 3.⁰ lugar en la Copa Mundial de Fútbol de 1962 por Presidente de Chile            | 2017                              |
| Top 2.⁰ Máximo goleador en la historia de Universidad de Chile por Goal.com                              | 2017                              |
| Incluido en el equipo ideal de todos los tiempos de Universidad de Chile por El Mercurio                 | 2018                              |
| Incluido dentro de los 100 mejores jugadores de la historia de la Copa Mundial de Fútbol por FIFA        | 2018                              |
| Entre los mejores especialistas de tiros libres de la historia en el fútbol de Sudamérica                | 2018                              |
| Incluido dentro de los mejores futbolistas de la historia del fútbol de Chile                            | 2018                              |
| Premio "Sergio Livingston" por logro del 3.⁰ lugar en la Copa Mundial de Fútbol de 1962                  | 2018                              |
| Homenaje por logros en la Copa Mundial de Fútbol de 1962 por FIFA                                        | 2019                              |
| Homenaje a la trayectoria por Conmebol                                                                   | 2019                              |
| Homenaje por logros en la Copa Mundial de Fútbol de 1962 por Conmebol                                    | 2019                              |
| Homenaje a la trayectoria por Universidad de Chile                                                       | 2019                              |

(1)Compartido con: Florian Albert, Garrincha, Vavá, Drazan Jerkovic y Valentin Ivanov.

## Comentarios
" Yo todavía no me atrevo a tutear a Leonel Sánchez: fue mi padre, el que más me enseñó en el fútbol."
Carlos Reinoso

" En seguida estaba su generosidad para entregarse en la cancha, sin pausas, sin consideraciones a lesiones ni malestares. Yo digo siempre que Leonel Sánchez fue el primer místico de la “U”.
Luis Álamos

## Marcas y logros importantes
- Único jugador chileno en la historia ganador de dos premios oficiales de la FIFA Bota de Oro y Balón de Bronce por ser el Goleador y tercer Mejor Jugador de la Copa Mundial de Fútbol de 1962 masculino jugando por la selección chilena de Fútbol.
- Máximo goleador de la Copa Mundial de Fútbol de 1962 (4 goles).
- Máximo goleador de la Selección Chilena en una edición de la Copa Mundial de Fútbol, Chile 1962 (4 goles), récord que comparte con Marcelo Salas, quien hizo la misma cantidad en Francia 98.
- Jugador con más partidos en Copas del Mundo por la selección chilena: nueve (junto a Elías Figueroa), en los mundiales de 1962 y 1966.

## Vida personal
En la vida personal de Leonel Sánchez destaca su trabajo en el diario La Nación y su rol como "padrino de boda" de sus compañeros de Universidad de Chile, Rubén Marcos y Luis Eyzaguirre en sus respectivos matrimonios.[cita requerida]